# 584 v.Chr.
Het jaar 584 v.Chr. is een jaartal volgens de christelijke jaartelling.

## Gebeurtenissen

### Griekenland
- In de stadstaat Elis (Peloponnesos) kunnen alle burgers voortaan het ambt van de Hellanodikai (rechters tijdens de Olympische Spelen) vervullen.